# NGC 5953
NGC 5953 (другие обозначения — UGC 9903, IRAS15322+1521, MCG 3-40-5, Arp 91, ZWG 107.8, VV 244, KCPG 468A, PGC 55480) — галактика в созвездии Змея.
Этот объект входит в число перечисленных в оригинальной редакции «Нового общего каталога», а также включён в атлас пекулярных галактик.